# 小钻杨
小钻杨（学名：Populus xiaozhuanica）是杨柳科杨属的植物，是中国的特有植物。分布于中国大陆的河南、辽宁、山东、内蒙古、吉林、江苏等地，生长于海拔100米至1,700米的地区，目前尚未由人工引种栽培。

## 别名
赤峰杨（辽宁） 大关杨（河南） 白城杨（吉林） 合作杨（中林所） 小意杨（南京林产工业学院）